# جيري لوسون
جيري لوسون (بالإنجليزية: Jerry Lawson)‏ هو منافس ألعاب قوى أمريكي، ولد في 2 يوليو 1966.